# John E. Miller
John E. Miller (Stoddard megye, 1888. május 15. – Fort Smith, 1981. január 30.) az Amerikai Egyesült Államok szenátora (Arkansas, 1937–1941).